# 1990–1991-es bajnokcsapatok Európa-kupája
A bajnokcsapatok Európa-kupája 36. szezonja. A Crvena Zvezda első alkalommal hódította el a serleget. A döntőben a francia Marseille-jel mérkőztek meg. A kupa sorsa végül tizenegyesekkel dőlt el.
Ebben a szezonban már részt vehetett volna az angol bajnok is, mivel lejárt az 5 éves kitiltás a Heysel-tragédia óta. Ám Angliában az a Liverpool lett a bajnok, amelyre az eltiltás 6 évig volt érvényes, így csak a következő kiírásban indult angol csapat ismét.
A Szovjetunió felbomlása és Németország újraegyesítése után még 2 évig szovjet, NDK-s valamint NSZK-s színekben indultak a bajnokok. Később az 1992–93-as szezonban már az utódállamok valamint Németország bajnokai indultak a tornán.

## Eredmények

### 1. forduló
| 1. csapat        | Össz. | 2. csapat             | 1. mérk. | 2. mérk. |
| ---------------- | ----- | --------------------- | -------- | -------- |
| APÓEL            | 2–7   | Bayern München        | 2–3      | 0–4      |
| KA Akureyri      | 1–3   | CSZKA Szófia          | 1–0      | 0–3      |
| Dinamo Bucureşti | 5–1   | St Patrick's Athletic | 4–0      | 1–1      |
| FC Porto         | 13–1  | Portadown             | 5–0      | 8–1      |
| Crvena Zvezda    | 5–2   | Grasshopper-Club      | 1–1      | 4–1      |
| Valletta         | 0–10  | Rangers               | 0–4      | 0–6      |
| Union Luxembourg | 1–6   | Dynamo Dresden        | 1–3      | 0–3      |
| Malmö FF         | 5–4   | Beşiktaş JK           | 3–2      | 2–2      |
| Napoli           | 5–0   | Újpesti Dózsa         | 3–0      | 2–0      |
| Sparta Praha     | 0–4   | Szpartak Moszkva      | 0–2      | 0–2      |
| OB Odense        | 1–10  | Real Madrid           | 1–4      | 0–6      |
| Swarovski Tirol  | 7–1   | Kuusysi               | 5–0      | 2–1      |
| Lillestrøm       | 1–3   | Club Brugge           | 1–1      | 0–2      |
| Lech Poznań      | 5–1   | Panathinaikósz        | 3–0      | 2–1      |
| Marseille        | 5–1   | Dinamo Tirana         | 5–1      | 0–0      |

- Az AC Milan csapata mérkőzés nélkül került a következő körbe.

### Nyolcaddöntő
| 1. csapat        | Össz. | 2. csapat        | 1. mérk. | 2. mérk. |
| ---------------- | ----- | ---------------- | -------- | -------- |
| Bayern München   | 7–0   | CSZKA Szófia     | 4–0      | 3–0      |
| Dinamo Bucureşti | 0–4   | FC Porto         | 0–0      | 0–4      |
| Crvena Zvezda    | 4–1   | Rangers          | 3–0      | 1–1      |
| Dynamo Dresden   | 2–21  | Malmö FF         | 1–1      | 1–1      |
| Napoli           | 0–02  | Szpartak Moszkva | 0–0      | 0–0      |
| Real Madrid      | 11–3  | Swarovski Tirol  | 9–1      | 2–2      |
| AC Milan         | 1–0   | Club Brugge      | 0–0      | 1–0      |
| Lech Poznań      | 4–8   | Marseille        | 3–2      | 1–6      |

1 A Dynamo Dresden csapata jutott tovább tizenegyesekkel (5–4).

2 A Szpartak Moszkva csapata jutott tovább tizenegyesekkel (5–3).

### Negyeddöntő
| 1. csapat        | Össz. | 2. csapat      | 1. mérk. | 2. mérk. |
| ---------------- | ----- | -------------- | -------- | -------- |
| Bayern München   | 3–1   | FC Porto       | 1–1      | 2–0      |
| Crvena Zvezda    | 6–0   | Dynamo Dresden | 3–0      | 3–01     |
| Szpartak Moszkva | 3–1   | Real Madrid    | 0–0      | 3–1      |
| AC Milan         | 1–4   | Marseille      | 1–1      | 0–32     |

1 A mérkőzés a 78. percben félbeszakadt 2–1-es Crvena Zvezda vezetésnél, mivel zavargások törtek ki. Később az UEFA a jugoszláv csapat javára ítélte a mérkőzést 3–0-s eredménnyel.

2 A mérkőzés a 88. percben félbeszakadt 1–0-s Marseille vezetésnél, mivel elromlottak a reflektorok. Miután helyreállították az AC Milan csapata elutasította azt, hogy folytassák a mérkőzést, így az UEFA 3–0-val a francia csapatnak ítélte azt.

### Elődöntő
| 1. csapat        | Össz. | 2. csapat     | 1. mérk. | 2. mérk. |
| ---------------- | ----- | ------------- | -------- | -------- |
| Bayern München   | 3–4   | Crvena Zvezda | 1–2      | 2–2      |
| Szpartak Moszkva | 2–5   | Marseille     | 1–3      | 1–2      |

### Döntő
| 1991. május 29. 20:15 |

| Crvena zvezda                                 | 0–0 | Olympique Marseille       |
| --------------------------------------------- | --- | ------------------------- |
|                                               |     |                           |
| Büntetőpárbaj                                 |     |                           |
| Prosinečki Binić Belodedić Mihajlović Pancsev | 5–3 | Amoros Casoni Papin Mozer |

| San Nicola Stadion, Bari Nézőszám: 56 000 Játékvezető: Tullio Lanese (olasz) |

| Az 1990–91-es bajnokcsapatok Európa-kupájának győztese |
| Crvena zvezda 1. cím                                   |
| ← 1989–90 AC Milan                                     |
| FC Barcelona 1991–92 →                                 |